# 라이지곡역
이 문서의 광둥어 명칭 ("청사완")은 위키백과 자체의 광둥어 표기법을 따른 것입니다. 따라서 통용 표기법과는 다를 수 있습니다.
라이지곡 (중국어 정체자: 茘枝角, 광둥어 예일: Laihjīgok) 또는 라이치콕 (Lai Chi Kok) 역은 홍콩 지하철 췬완 선의 역이다. 청사완 역과 메이푸 역 사이에 있으며 1982년 5월에 문을 열었다. 1면 2선의 섬식 승강장 구조를 지니고 있다. 역 상징색은 적주황색인데 역명인 '라이지' (茘枝)가 리치란 뜻에서 유래하였다.
역 이름은 라이지곡이지만 실제로는 정사완 동네에 위치해 있으며, 이 역을 통해 정사완 남쪽 동네를 돌아볼 수 있다. 정사완은 원래 일종의 산업구역이었지만 최근에는 대규모 아파트 단지 개발이 이뤄지면서 반얀 가든스, 리베르테, 더 패시피카, 아쿠아마린 등의 단지가 들어섰다. 이들 개발구역으로 향하는 보행통로도 따로 조성되어 있다. 기존의 산업구역은 하나둘씩 철거되고 신식 상업빌딩들이 자리를 채워나가고 있으며, 특히 사무실과 소매업소 등으로 바뀌는 건물들이 많아지면서 피크시간대에는 높은 승객 이용률을 보인다.

## 역 구조

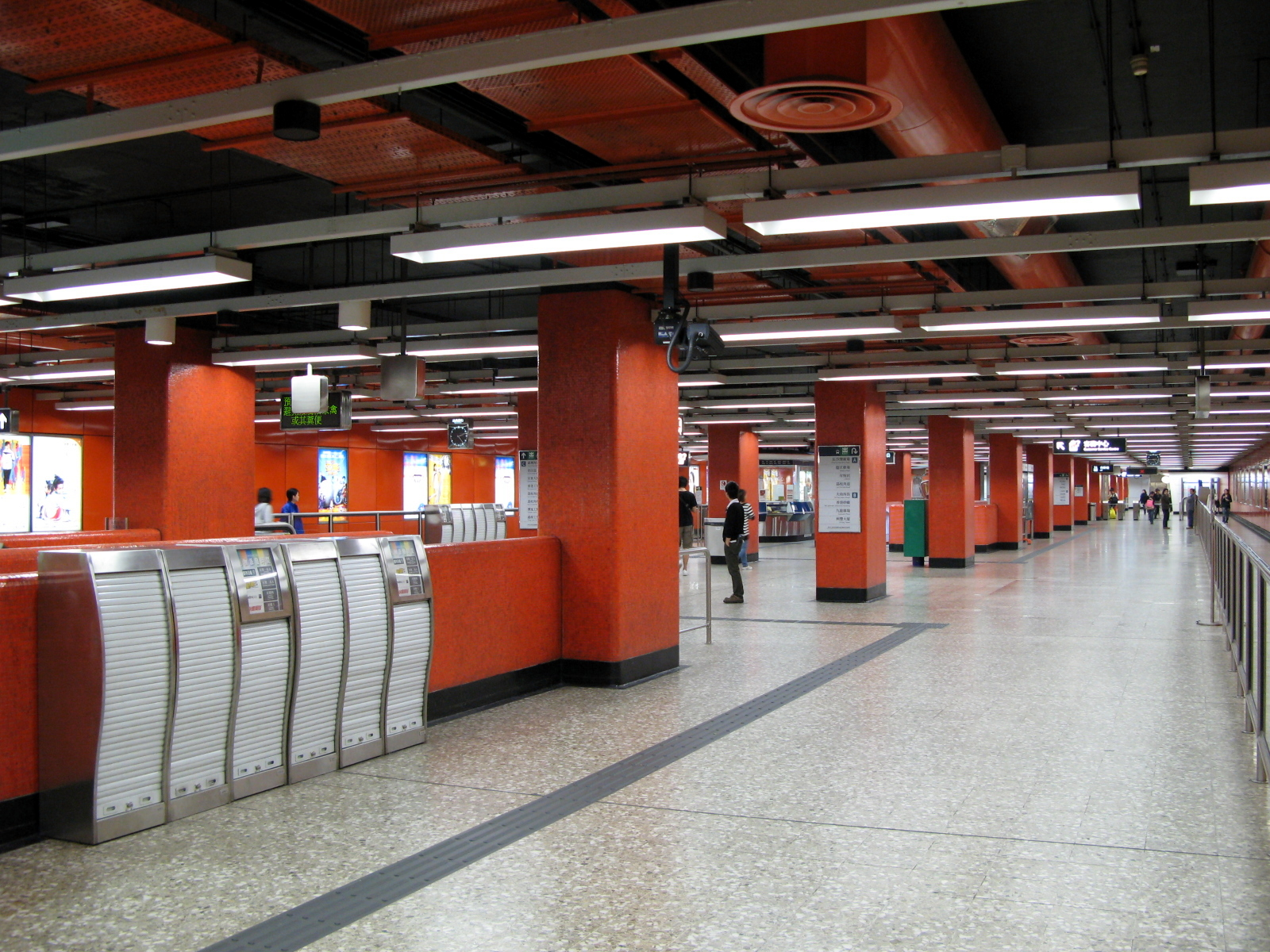
라이지곡 역 대합실

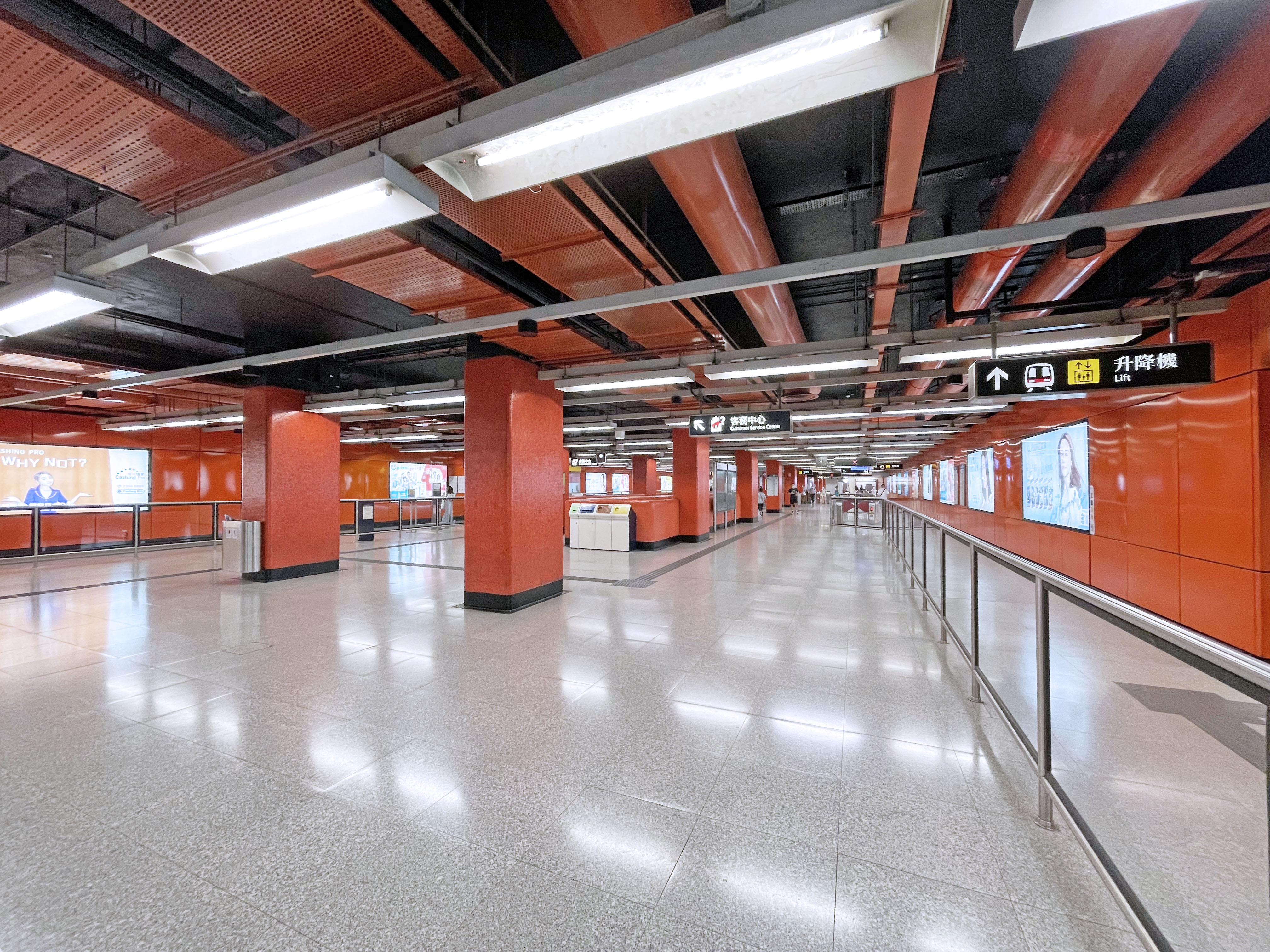
라이지곡 역 대합실

| G         | 지상                       | 출구, 대중교통 환승                                                                              |
| L1        | 대합실                     | 고객센터, MTR샵 (세븐일레븐, 서클K, 헝푹통, 맥심스 캐터링, 트래블 익스퍼트, 패코스, 엘앤엠스 등) |
| L1        | 대합실                     | 항셍은행, 자판기, ATM기                                                                          |
| L1        | 대합실                     | 옥토퍼스 홍보기                                                                                  |
| L2 승강장 | 승강장 2                   | → 췬완선 중완 방면 (청사완) →                                                                    |
| L2 승강장 | 섬식 승강장, 오른쪽문 열림 |                                                                                                  |
| L2 승강장 | 승강장 1                   | ← 췬완선 췬완 방면 (메이푸)                                                                      |

## 출입구
- A: 정사완 광장
- B1/B2: 다이난 가 서부
- C: 둥차우 가 서부
- D1-4: 라이지곡 로[3]

## 교통
라이지곡 역 바로 부근에도 여러 개의 버스노선이 정차하지만 정사완 로 쪽으로 가면 탈 수 있는 노선이 더욱 많다.
- 정사완 광장 버스정류장 (A출구)
  - 축윈 단지: 2B
  - 츠완산 북부:2F
  - 올웨이 가든스/췬완: 30
  - 다이워: 72
  - 리온 단지/마온산 (라이언락 터널 경유): 86C
- 곰츤 가 버스정류장 (B출구)
- 사틴와이 (라이언락 터널 경유): 86A
- 미니버스
  - 스톤커터 섬: 44M (A출구, 공휴일 운행)
  - 원더랜드 빌라: 97A (A출구)